# Pedro Neschling
Pedro Henrique dos Santos Neschling (Rio de Janeiro, 1982. június 28. –) brazil színész, Lucélia Santos fia.

## Élete
Karrierje kezdetén filmbeli és színházi szerepekben tűnt fel, majd 2003-ban volt látható először a televízióban, a Globo által készített Sitio do Picapau Amarelo című sorozatban. Műsorvezetőként is dolgozik, de ír és rendez is.

## Televíziós karrierje
- 2008 - Aline - Pedro
- 2008 - Casos e Acasos .... Arthur / Alfredo / Ramon
- 2007 - Desejo Proibido .... Diogo Boticário
- 2006 - Páginas da Vida .... Rafael Salles Martins de Andrade
- 2005 - A Lua Me Disse .... Murilinho (Murilo Queiroz)
- 2005 - Clara e o Chuveiro do Tempo .... Elvis Presley
- 2004 - Correndo Atrás .... Pena
- 2004 - Linha Direta .... Maurício Garcez Henrique
- 2004 - Da Cor do Pecado .... Dionísio Sardinha
- 2003 - Sítio do Picapau Amarelo .... Percival